# Fanny Gates

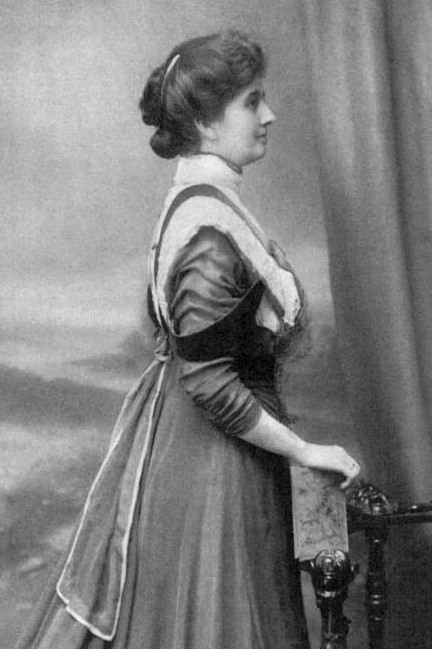
Fanny Cook Gates

Fanny Cook Gates (* 26. April 1872 in Waterloo, Iowa, Vereinigte Staaten; † 24. Februar 1931 in Chicago, Vereinigte Staaten) war eine US-amerikanische Physikerin und Hochschullehrerin. Sie war Leiterin der Physikabteilung am Goucher College, Professorin für Physik und Dekanin der Frauen am Grinnell College sowie Dekanin der Frauen an der University of Illinois. Sie leistete Beiträge zur Erforschung radioaktiver Stoffe und stellte fest, dass Radioaktivität nicht durch Hitze oder Ionisation aufgrund chemischer Reaktionen zerstört werden kann und dass sich radioaktive Stoffe qualitativ und quantitativ von phosphoreszierenden Stoffen unterscheiden. Sie zeigte, dass die Emission von blauem Licht von Chinin temperaturabhängig ist, was den Beweis lieferte, dass das emittierte Licht durch Phosphoreszenz und nicht durch radioaktiven Zerfall entsteht.

## Leben und Werk
Gates war die Tochter des Anwalts John Cook Gates und Adelia St. John Gates. Nach Abschluss der Sekundarstufe an der East Waterloo High School studierte sie Mathematik an der Northwestern University in Illinois, die damals überwiegend ein Frauencollege war. Sie schloss ihr Studium 1894 mit einem Bachelor of Letters und 1895 mit einem Master of Letters ab. 1894/95 war sie Fellow für Mathematik an der Northwestern University und Dozentin für Mathematik an der Northwestern Academy. Die folgenden zwei Jahre war sie Scholar und Fellow für Mathematik am Bryn Mawr College. Ebenso wie Harriet Brooks wurde ihr im zweiten Jahr ein President’s European Fellowship verliehen. Im Herbst 1897 studierte sie Mathematik und Physik an der Universität Göttingen und im Winter 1898 am Polytechnischen Institut in Zürich. Von 1897 bis 1911 war sie Leiterin der Physikabteilung am Goucher College, wo sie für ihre Forschungsaufenthalte beurlaubt wurde.
Von 1902 bis 1903 forschte sie mit Ernest Rutherford und Harriet Brooks im McDonald Laboratory an der McGill University in Montreal, wo sie ihre Forschungen zur Radioaktivität fortsetzte und nachwies, dass radioaktive Phänomene keine einfachen chemischen oder physikalische Prozesse sind. Im Cavendish Laboratory an der Universität Cambridge forschte sie von 1904 bis 1906 bei Joseph John Thomson. Sie promovierte 1909 an der University of Pennsylvania mit der Dissertation: The Conductivity of Gases Causes by certain Chemical Changes.
1911 erhielt sie eine Forschungsstelle an der University of Chicago und zwei Jahre später eine Professur für Physik und die Stelle als Dekanin des Frauenkollegiums am Grinnell College in Iowa. Von 1916 bis 1918 war sie außerordentliche Professorin für Physik und Dekanin der Frauen an der University of Illinois, wo sie die Einführung des Studentenwohnheimprogramms und der ersten Wohngemeinschaften für Studentinnen plante und organisierte.
Anschließend war sie von 1918 bis 1922 als Generalsekretärin des YMCA in New York tätig und unterrichtete Physik an den Lincoln und Brealey Schools in New York. Von 1922 bis 1923 war sie Schulleiterin an der Phoebe Ann Thorne School in Bryn Mawr und von 1928 bis 1931 Physiklehrerin an der Roycenmore School in Evanson in Illinois.
Gates starb im Alter von 58 Jahren in Chicago und wurde in Waterloo bestattet.

## Auszeichnungen (Auswahl)
- Fellow der American Physical Society
- Fellow der American Mathematical Society
- Fellow in Mathematics, Bryn Mawr College 1896–97
- European Fellowship der Association of Collegiate Alumnae für ihr Studium in Göttingen und am Polytechnischen Institut in Zürich

## Veröffentlichungen (Auswahl)
- On the Nature of Certain Radiations from the Sulphate of Quinine. Physical Review 18, 3, S. 135–145, 1904. Doi:10.1103/PHYSREVSERIESI.18.135.